# Base di ricerca scientifica dell'esercito Alfréz de Navío Sobral
La base di ricerca scientifica dell'esercito Alfréz de Navío Sobral (in spagnolo base de avanzada científica de ejército Alfréz de Navío Sobral) è una base antartica argentina abbandonata situata nella terra Edith Ronne (barriera Filchner) e intitolata all'esploratore argentino José María Sobral.

## Ubicazione
La base Sobral era localizzata ad una latitudine di 81° 04'sud e ad una longitudine di 40°31' ovest. Costruita dalla Repubblica Argentina per agevolare il raggiungimento del Polo Sud, la struttura è stata abbandonata nel 1968. 

## Attività
Oltre che da snodo logistico negli anni in cui è rimasta aperta, la base ha effettuato studi delle aurore, geomagnetismo e meteorologia.
Dal 2000 la base Belgrano II gestisce un campo estivo dedito allo studio dell'ozono nell'alta atmosfera chiamato campo Sobral. Le strutture si trovano nel luogo dove sorgeva l'omonima base.